# Sanctuaire de la Blanche-Colombe d'El Rocío
Le sanctuaire de la Blanche-Colombe est un lieu de culte de l’Église catholique situé à El Rocío en Espagne, rattaché au diocèse de Huelva. La Conférence épiscopale espagnole lui donne le statut de sanctuaire national depuis 2017,. Il s’y déroule annuellement un important pèlerinage.

## Historique
Le sanctuaire actuel a été érigé entre 1964 et 1969.